# EPR01
EPR01 (Einplatinenrechner) war ein Einplatinencomputer, der in der DDR entwickelt wurde. Er wurde besonders für die Industriesteuerung eingesetzt. Bis auf den Namen und den Prozessor bestehen keinerlei Gemeinsamkeiten mit dem Nachfolger EPR02.

## Ausstattung
Der Rechner wurde fertig bestückt an den Kunden ausgeliefert, konnte jedoch bei Bedarf erweitert werden. Das Maximum setzt sich aus zwei seriellen Schnittstellen, zwei PIOs, zwei CTCs, 8 KB Festwertspeicher (ROM) und höchstens 8 KB Arbeitsspeicher (RAM) zusammen.
Aufgrund der sparsamen Schaltung kommt es in höchster Ausbaustufe zu einer unvollständigen Adressierung des RAMs.
Die Verwendung anderer Software war nur mit tauschen der ROMs möglich.